# Kids in America (película)
Kids in America es una película de 2005 dirigida por Josh Stolberg. Fue escrita por Andrew Shaifer y Josh Stolberg. La película está inspirada en eventos reales.

## Elenco
- Gregory Smith - Holden Donovan
- Stephanie Sherrin - Charlotte Pratt
- Chris Morris - Chuck McGinn
- Caitlin Wachs - Katie Carmichael
- Emy Coligado - Emily Chua
- Crystal Celeste Grant - Walanda Jenkins
- Alex Anfanger- Lawrence Reitzer
- Julie Bowen - Principal Weller
- Malik Yoba - Will Drucker
- Andrew Shaifer - Kip Stratton
- Nicole Camille Richie - Kelly Stepford
- Genevieve Cortese - Ashley Harris
- George Wendt - Coach Thompson
- Adam Arkin - Ed Mumsford
- Jeff Chase - Asistente de Entrenador Fasso
- Rosanna Arquette - Abby Pratt
- Elizabeth Perkins - Sondra Carmichael
- Rakefet Abergel - Goth Girl
- W. Earl Brown - Jefe McGinn
- Rosalie Ward - Monica Rose
- Charles Shaughnessy - Sargento Carmichael
- Kim Coles - Loretta Jenkins
- Samantha Mathis - Jennifer Rose
- Derek Webster - Oficial de Policía #1
- Eamonn Roche - Oficial de Policía  #2
- Mary Strong - Reportero #1
- Derrick Jones - Reportero #2
- Suzanne Krull - Reportero #3
- Michelle Phillips - Cantante
- Rain Phoenix - Cantante
- Amy Hill - Sra. Young (no acreditada)
- Josh Stolberg - Guardia de Seguridad (no acreditado)

## Trama
Basada en hechos reales, Kids in America es una comedia dramática para adolescentes sobre un grupo diverso de chicos de secundaria que se unen para protestar pacíficamente en las infracciones draconianas de su director en su libertad de expresión. Con un elenco impresionante de estrellas y nuevo talento, "Kids" aborda temas sobre educación sexual, libertad de expresión, y responsabilidades de una protesta pacífica.

## Banda sonora
La película contiene las siguientes canciones:
- "Bonnie Taylor Shakedown" - hellogoodbye
- Freedom Ain't Free" - Crystal Celeste Grant y Steve Kim
- "False Alarm" - The Hometeam
- "Hands 2 tha Pump" - Da Digger
- "You Are My Friend" - Brownskin
- "Welcome to My World" - Nerf Herder
- "Race Cars" - Allister
- "Change the World" - An Angle
- "It Ain't Right" - Ilona
- "Remembering Britt" - Day at the Fair
- "Sesame Smeshame" - The Early November
- "Anthem" - Trevor Hall
- "Sunday in the Public Restroom with George" - Rand Singer, Alex Anfanger y Chris Morris
- "Symphony" - I Am the Avalanche
- "She Rules the School" - Daniel Cieral
- "I Want You" - James Blunt
- "If You Were Here" - Thompson Twins
- "Moving in Stereo" - The Cars
- "Exit, Emergency" - Houston Calls
- "My Sleep Pattern Changed" - The Early November
- "Knights of the Island Counter" - David Melillo
- "Letters to Summer" - The Track Record
- "U and Left Turns" - Socratic
- "Bad" - Ilona
- "The Bad Touch" - The Bloodhound Gang
- "Sydney" - Halifax
- "It's the End of the World as We Know It (And I Feel Fine)" - R.E.M.
- "Somewhere on Fullerton" - Allister
- "One More Won't Hurt" - Houston Calls
- "All Our Words" - Long Since Forgotten
- "Summertime" - Brother Love